# Niederlichtenau (Lichtenau)
Niederlichtenau ist ein Ortsteil der sächsischen Gemeinde Lichtenau im Landkreis Mittelsachsen. Am 1. Januar 1994 wurde die Gemeinde Niederlichtenau mit ihrem Ortsteil Merzdorf mit Oberlichtenau zur Gemeinde Lichtenau zusammengelegt. Diese wurde am 1. Januar 1999 mit den Gemeinden Ottendorf und Auerswalde zu einer neuen Gemeinde zusammengelegt, die zuerst Auerswalde hieß und am 11. September 2000 in Lichtenau umbenannt wurde.
Niederlichtenau ist überregional bekannt durch den Getränkehersteller Lichtenauer Mineralquellen.

## Geographie

### Lage
Niederlichtenau liegt im Südosten der Gemeinde Lichtenau. Die Bebauung geht im Westen nahtlos in den Nachbarort Oberlichtenau über. Der durch den Ort fließende Bach mündet in die Zschopau.

### Nachbarorte
| Ottendorf     | Krumbach                                    | Merzdorf        |
| Oberlichtenau | Kompassrose, die auf Nachbargemeinden zeigt | Frankenberg/Sa. |
| Ebersdorf     | Ortelsdorf                                  | Gunnersdorf     |

## Geschichte

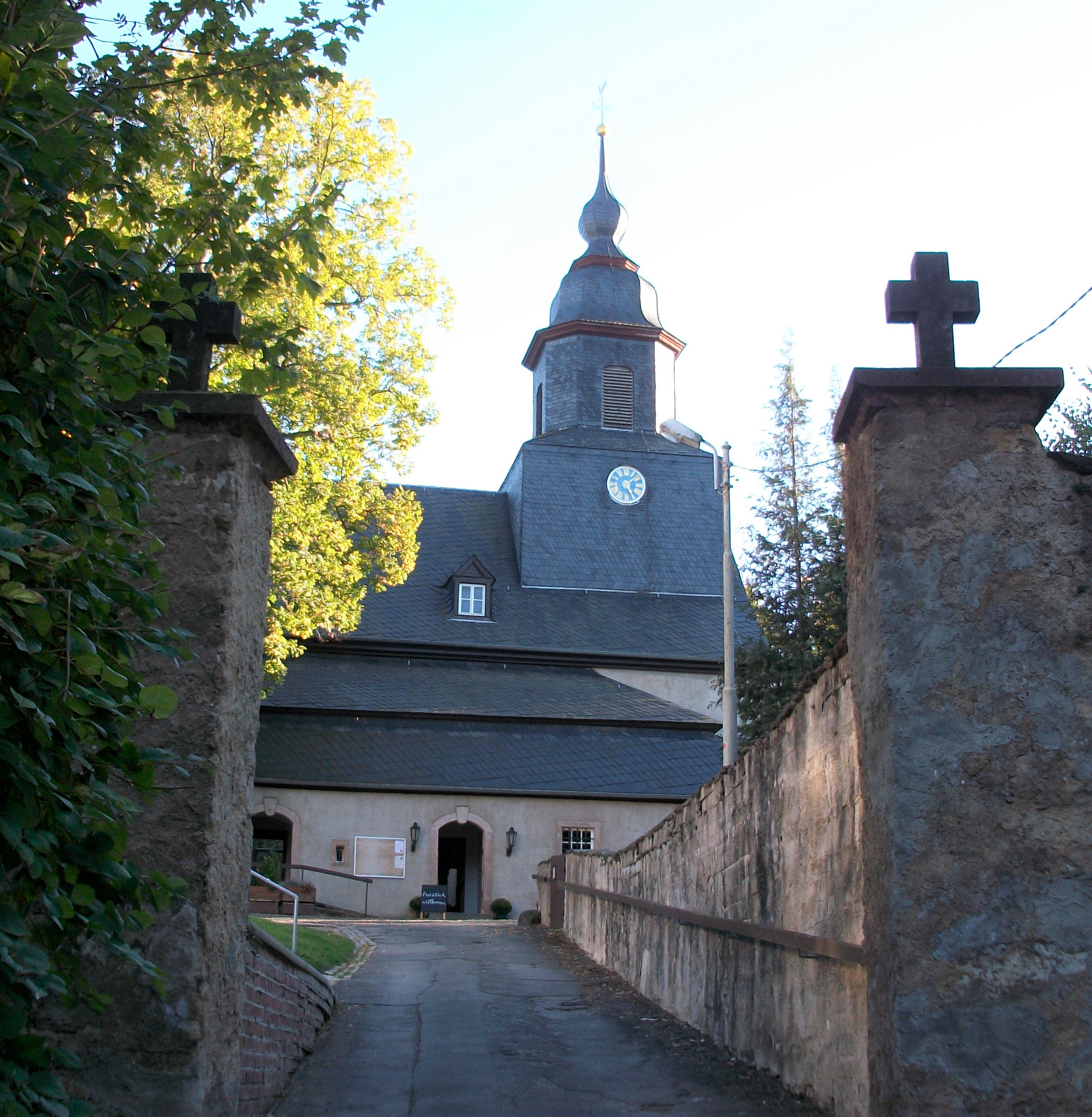
Kirche Niederlichtenau

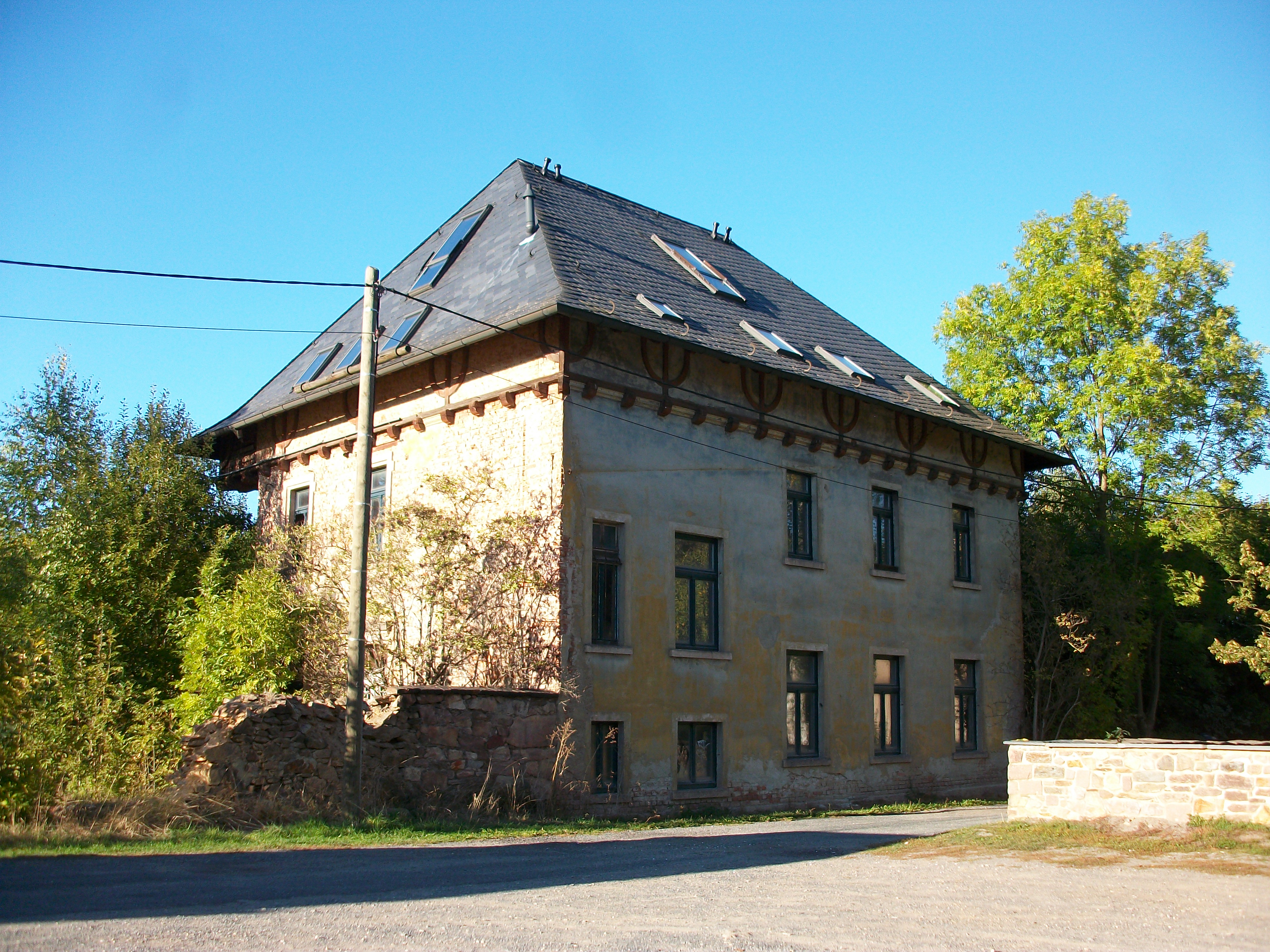
Wohnhaus des Vorwerks Niederlichtenau

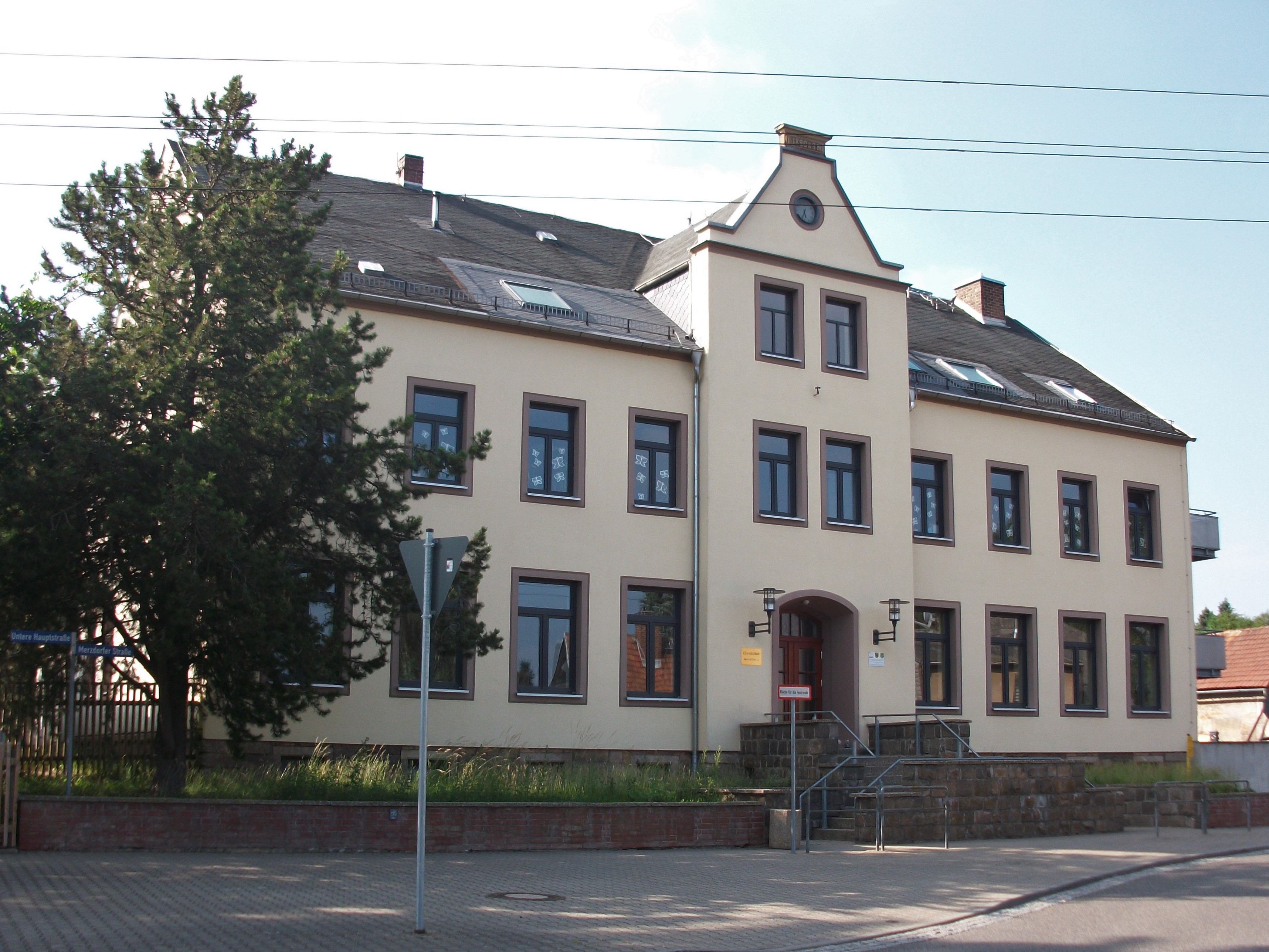
Grundschule Niederlichtenau

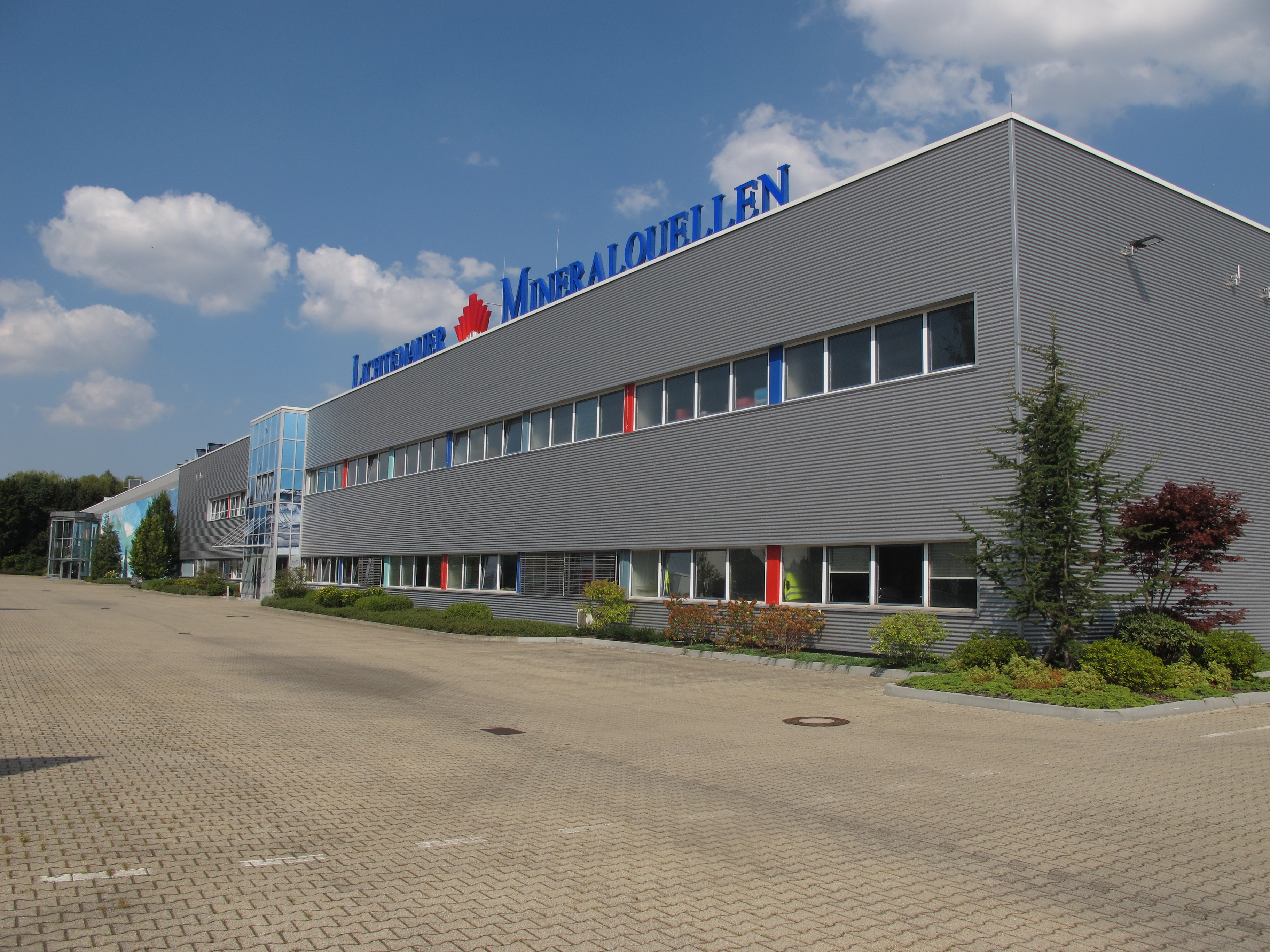
Lichtenauer Mineralquellen Gmbh

Die systematische Besiedlung von Lichtenau setzte um 1143 ein. Der Ort Niederlichtenau soll nach 1150 entstanden sein. Die Dörfer Ober- und Niederlichtenau wurden im Jahr 1350 erstmals im Urkundenbuch Friedrich des Strengen als in Lichtenow superiore und in Lichtenow inferiore erwähnt. Ebenfalls im Jahr 1350 wurde in Niederlichtenau eine Pfarrstelle erwähnt. Zur gleichen Zeit wurde der Ort Ebershain genannt, welcher vermutlich um 1430 durch herumziehende Hussiten verwüstet wurde. Die genaue Lage der Wüstung ist unbekannt.
Niederlichtenau unterstand zeitweise der Grundherrschaft des Ritterguts Lichtenwalde bzw. als Amtsdorf direkt dem kursächsischen Amt Lichtenwalde, das ab 1696 durch das kursächsische Amt Frankenberg-Sachsenburg und ab 1783 durch das kursächsische bzw. spätere königlich-sächsische Amt Augustusburg verwaltet wurde. Das Vorwerk Niederlichtenau ist zwischen 1582 und dem 18. Jahrhundert erwähnt. Heute ist davon nur noch das Wohnhaus in der Nähe der Kirche erhalten. Die Niederlichtenauer Kirche erhielt im Jahr 1754 nach umfangreichen Bauarbeiten ihre heutige Gestalt. Zur Kirchgemeinde gehören neben Niederlichtenau noch die Orte Oberlichtenau, Merzdorf, Biensdorf und Ortelsdorf. Ein Schulgebäude wurde in Niederlichtenau erstmals im Jahr 1777 erwähnt. Auf Niederlichtenauer Ortsflur ist Bergbau für das 18. Jahrhundert nachgewiesen. Im Bestand des Marienberger Reviers im Bergarchiv Freiberg ist zwischen 1737 und 1738 die „Gottes Glück Fundgrube“ belegt, deren genauer Standort sich heute jedoch nicht näher bestimmen lässt. Nordöstlich der Erdbeersiedlung an der Mittweidaer Straße erfolgte im Jahr 1905 eine erfolglose Bohrung auf Steinkohle.
Nach dem Ende der sächsischen Ämterverfassung 1856 lag Niederlichtenau im Zuständigkeitsbereich des Gerichtsamtes Frankenberg. Ab 1875 gehörte die Gemeinde Niederlichtenau zur  Amtshauptmannschaft Flöha. Im Gegensatz zu Oberlichtenau verblieb Niederlichtenau auch ab 1933 bei dieser, wogegen Oberlichtenau und weitere Orte ab 1933 zur Amtshauptmannschaft Chemnitz gehörten. Im Jahr 1852 erfolgte der Ausbau der Straße von Niederlichtenau zum Bahnhof Oberlichtenau an der neu eröffneten Bahnstrecke Riesa–Chemnitz. Seit 1925 besitzt die Gemeinde Niederlichtenau eine Freiwillige Feuerwehr. Im Jahr 1937 erfolgte die Fertigstellung des nördlich von Niederlichtenau verlaufenden Abschnitts der heutigen Bundesautobahn 4. Zwischen dem 15. und 26. April 1945 war Niederlichtenau kurzzeitig von amerikanischen Truppen besetzt, bis am 7./8. Mai 1945 sowjetische Truppen die Verwaltung übernahmen.
Durch die zweite Kreisreform in der DDR kam die Gemeinde Niederlichtenau am 25. Juli 1952 zunächst zum Kreis Flöha, sie wurde jedoch am 4. Dezember 1952 dem Kreis Chemnitz-Land im Bezirk Chemnitz (1953 in Kreis Karl-Marx-Stadt-Land und Bezirk Karl-Marx-Stadt umbenannt) angegliedert. Nördlich von Niederlichtenau verlief die Grenze zum Kreis Hainichen. 1954 wurde Niederlichtenau von einem schweren Hochwasser betroffen. Am 1. Januar 1967 erfolgte die Eingemeindung von Merzdorf nach Niederlichtenau. Dieses wechselte dadurch vom Kreis Hainichen in den Kreis Karl-Marx-Stadt-Land.
Am 13. Dezember 1990 erfolgte der erste Spatenstich zum Bau des Werks der Lichtenauer Mineralquellen Gmbh in der Aue der Zschopau. Im Jahr 1990 kam die Gemeinde Niederlichtenau mit dem Ortsteil Merzdorf zum sächsischen Landkreis Chemnitz. Nach dessen Auflösung gehörte der Ort seit 1994 zum Landkreis Mittweida, der 2008 im Landkreis Mittelsachsen aufging. Die Gemeinden Oberlichtenau und Niederlichtenau (mit dem Ortsteil Merzdorf) schlossen sich am 1. Januar 1994 zur Gemeinde Lichtenau zusammen. Im Zuge der Gemeindegebietsreform in Sachsen wurden 1999 die Gemeinden Auerswalde, Lichtenau und Ottendorf zu einer neuen Gemeinde vereinigt, deren Name erst am 28. Mai 2000 durch einen Bürgerentscheid als „Lichtenau“ festgelegt wurde, hierfür entschieden sich 51 % der Abstimmungsberechtigten. In den Jahren 2002 und 2013 war Niederlichtenau erneut von schweren Hochwassern betroffen.

## Verkehr
Nördlich von Niederlichtenau verläuft die Bundesautobahn 4, deren Anschlussstelle Chemnitz-Ost sich auf der Flur des Nachbarorts Oberlichtenau befindet. Dort wird sie von der S 200 (Chemnitz–Mittweida) gekreuzt.
Im Süden von Niederlichtenau verläuft die Bundesstraße 169.

## Bildung
In Niederlichtenau befindet sich eine von drei Grundschulen der Gemeinde Lichtenau.

## Besondere Vorkommnisse
- Am 21. Dezember 2015 verschwand die 51-jährige Gesundheitsberaterin Anett Wagner aus der Erdbeergsiedlung in Lichtenau spurlos, angeblich war sie zu einem Spaziergang aufgebrochen. Die Polizei suchte mit Spürhunden, Mantrailern und Hubschrauber nach der Vermissten, ihr Verschwinden wurde auch in der MDR Sendung Kripo live behandelt. Im April 2016 wurde die Leiche von Anett Wagner im Angerbach gefunden. Obwohl eine Obduktion ihrer Leiche vorgenommen wurde, ist bis heute nicht geklärt, woran die 51-jährige starb.